# Jetro Willems
Jetro Willems (sinh ngày 30 tháng 3 năm 1994) là cầu thủ bóng đá Hà Lan gốc Antilles, hiện đang thi đấu ở vị trí hậu vệ cánh trái cho câu lạc bộ tại giải Bundesliga là Greuther Fürth.

## Sự nghiệp câu lạc bộ

### Sparta Rotterdam
Willems bắt đầu sự nghiệp thi đấu của mình tại câu lạc bộ Spartaan '20 trước khi chuyển đến Sparta Rotterdam. Tại đây, anh đã lần lượt trải qua các đội trẻ của câu lạc bộ và có trận đấu chính thức đầu tiên vào ngày 16 tháng 1 năm 2011 gặp Go Ahead Eagles. Từ đó, anh có 16 trận đấu tại giải Giải Hạng nhì Hà Lan.

### PSV
Ngày 31 tháng 8 năm 2011, Willems đã gia nhập PSV Eindhoven với bản hợp đồng có thời hạn 3 năm. Anh khoác áo số 43 tại câu lạc bộ. Ngày 23 tháng 10, anh có trận đấu đầu tiên cho PSV trong trận gặp Vitesse.
Willems trở thành cầu thủ Hà Lan trẻ nhất thi đấu tại một giải đấu của UEFA khi anh ra sân trong trận gặp Hapoel Tel-Aviv ngày 3 tháng 11. Cũng trong tháng này, anh bắt đầu có vị trí chính thức trong đội hình của PSV Eindhoven sau chấn thương của các hậu vệ Erik Pieters và Abel Tamata. Vào tháng 12/2011, Williems đã nhận được sự chú ý của huấn luyện viên câu lạc bộ Manchester United, Sir Alex Ferguson, nhằm đưa anh về thay thế hậu vệ Patrice Evra trong tương lai.
Ngày 3 tháng 4 năm 2012, anh đã ký hợp đồng mới với PSV cho đến năm 2016. Willems có được bàn thắng đầu tiên trong sự nghiệp vào ngày 22 tháng 4 năm 2012, vào lưới NEC Nijmegen. Với bàn thắng này, anh trở thành cầu thủ trẻ nhất ghi bàn tại Eredivisie 2011–12.
Ngày 3 tháng 2 năm 2015, Willems trở thành cầu thủ nhận thẻ đỏ nhanh nhất lịch sử Giải bóng đá vô địch quốc gia Hà Lan (Eredivisie) khi bị đuổi khỏi sân ở ngay giây thứ 29 trận đấu với NAC Breda.
Willems có tổng cộng 144 trận tại Eredivisie, 7 trận tại UEFA Champions League và 22 trận tại Europa League trong màu áo PSV Eindhoven, ghi được 11 bàn thắng.

### Eintracht Frankfurt
Tháng 7 năm 2017, Willems gia nhập đội bóng Đức Eintracht Frankfurt với phí chuyển nhượng khoảng 9 triệu €. Anh có tổng cộng 29 trận đấu trong mùa giải đầu tiên tại nước Đức và giành được danh hiệu vô địch DFB-Pokal.
Đến mùa giải 2018-19, dù vẫn được ra sân 36 lần, anh mất vị trí chính thức và chỉ có được 7 lần ra sân từ đầu tại Bundesliga cũng như phải thường xuyên đá ở vị trí tiền vệ thay vì vị trí sở trường hậu vệ trái.

### Newcastle United
Ngày 2 tháng 8 năm 2019, Willems chính thức đến Newcastle United theo thỏa thuận cho mượn đến hết mùa giải 2019-20 và đội bóng Anh có quyền mua đứt anh sau khi mùa giải kết thúc. Anh có trận đấu ra mắt Newcastle khi vào sân từ ghế dự bị trong trận thua 0-1 trước Arsenal tại vòng 1 Premier League 2019-20 ngày 11 tháng 8. Bàn thắng đầu tiên của Willems tại nước Anh là pha ghi bàn mở tỉ số trong trận thua 1-3 trước Liverpool.

## Sự nghiệp đội tuyển quốc gia

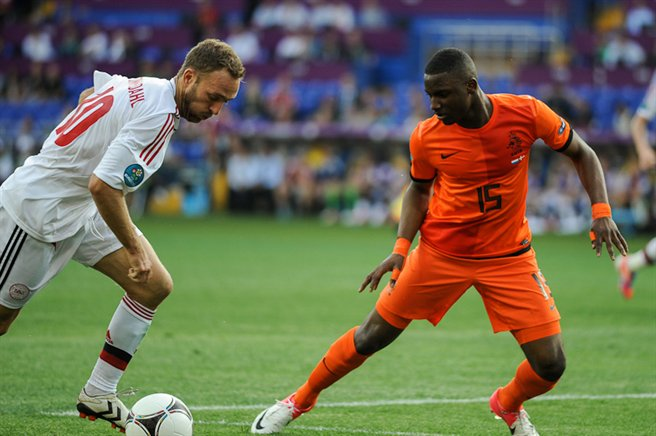
Willems trong màu áo đội tuyển Hà Lan tại Euro 2012

Willems đã có mặt trong đội hình tuyển U-17 Hà Lan vô địch Giải U-17 châu Âu năm 2011.
Đầu tháng 5 năm 2012, anh được huấn luyện viên trưởng đội tuyển Hà Lan Bert Van Marwijk lần đầu tiên triệu tập vào đội tuyển trong danh sách 36 cầu thủ dự kiến tham dự Euro 2012 tại Ba Lan và Ukraine. Sau đó, Willems tiếp tục có tên trong danh sách rút gọn 27 cầu thủ vào ngày 15 tháng 5 trước khi có tên trong danh sách 23 cầu thủ chính thức vào ngày 26 tháng 5.
Ngày 26 tháng 5 năm 2012, Willems có trận đấu đầu tiên cho đội tuyển quốc gia trong trận giao hữu thua Bulgaria 1-2. Anh trở thành cầu thủ trẻ nhất thi đấu cho đội tuyển quốc gia kể từ Gerard Vanenburg năm 1982 ở 18 tuổi 57 ngày.
Ngày 9 tháng 6, Willems có mặt trong đội hình chính thức của Hà Lan gặp Đan Mạch ở lượt trận đầu của bảng B Euro 2012 và đã lập kỷ lục là cầu thủ trẻ nhất ra sân ở một vòng chung kết UEFA Euro lúc 18 tuổi 71 ngày, phá kỷ lục cũ của Enzo Scifo lập khi khoác áo đội tuyển Bỉ lúc 18 tuổi 115 ngày khi ra sân ở trận gặp Nam Tư tại vòng chung kết Euro 1984. Anh có mặt trong cả ba trận đấu vòng bảng nhưng đội tuyển Hà Lan đã bị loại khỏi giải sau khi thua cả ba trận đấu này.
Tháng 4 năm 2014, anh dính chấn thương đầu gối và bỏ lỡ cơ hội tham dự World Cup 2014.

## Thống kê sự nghiệp

### Câu lạc bộ
| Câu lạc bộ          | Câu lạc bộ          | Câu lạc bộ          | Giải đấu      | Giải đấu     | Giải đấu       | Cúp quốc gia  | Cúp quốc gia | Cúp quốc gia   | Châu lục      | Châu lục     | Châu lục       | Tổng cộng     | Tổng cộng    | Tổng cộng      |
| Mùa giải            | Câu lạc bộ          | Cúp quốc gia        | Số lần ra sân | Số bàn thắng | Đường kiến tạo | Số lần ra sân | Số bàn thắng | Đường kiến tạo | Số lần ra sân | Số bàn thắng | Đường kiến tạo | Số lần ra sân | Số bàn thắng | Đường kiến tạo |
| Hà Lan              | Hà Lan              | Hà Lan              | Eredivisie    | Eredivisie   | Eredivisie     | KNVB Cup      | KNVB Cup     | KNVB Cup       | Châu Âu       | Châu Âu      | Châu Âu        | Tổng cộng     | Tổng cộng    | Tổng cộng      |
| ------------------- | ------------------- | ------------------- | ------------- | ------------ | -------------- | ------------- | ------------ | -------------- | ------------- | ------------ | -------------- | ------------- | ------------ | -------------- |
| 2010–11             | Sparta Rotterdam    | Eerste Divisie      | 12            | 0            | 2              | 0             | 0            | 0              | -             | -            | -              | 12            | 0            | 2              |
| 2011–12             | Sparta Rotterdam    | Eerste Divisie      | 3             | 0            | 0              | 0             | 0            | 0              | -             | -            | -              | 3             | 0            | 0              |
| 2011–12             | PSV                 | Eredivisie          | 20            | 1            | 2              | 3             | 0            | 0              | 6             | 0            | 0              | 29            | 1            | 2              |
| 2012–13             | PSV                 | Eredivisie          | 26            | 0            | 1              | 4             | 0            | 1              | 4             | 0            | 4              | 34            | 0            | 6              |
| 2013–14             | PSV                 | Eredivisie          | 28            | 4            | 3              | 1             | 0            | 0              | 9             | 0            | 0              | 38            | 4            | 3              |
| 2014–15             | PSV                 | Eredivisie          | 30            | 2            | 12             | 3             | 1            | 0              | 8             | 0            | 3              | 41            | 3            | 14             |
| 2015–16             | PSV                 | Eredivisie          | 15            | 2            | 4              | 1             | 0            | 0              | 1             | 0            | 0              | 17            | 2            | 4              |
| 2016–17             | PSV                 | Eredivisie          | 24            | 2            | 2              | 2             | 0            | 0              | 5             | 0            | 0              | 31            | 2            | 2              |
| Tổng cộng           | Hà Lan              | Hà Lan              | 159           | 11           | 25             | 14            | 1            | 1              | 33            | 0            | 7              | 206           | 12           | 33             |
| Tổng cộng sự nghiệp | Tổng cộng sự nghiệp | Tổng cộng sự nghiệp | 159           | 11           | 25             | 14            | 1            | 1              | 33            | 0            | 7              | 206           | 12           | 33             |

Tính đến ngày 4 tháng 2 năm 2017.
Reserves performance
| Câu lạc bộ          | Câu lạc bộ          | Câu lạc bộ          | Giải đấu      | Giải đấu     | Tổng cộng     | Tổng cộng    |
| Mùa giải            | Câu lạc bộ          | Cúp quốc gia        | Số lần ra sân | Số bàn thắng | Số lần ra sân | Số bàn thắng |
| Hà Lan              | Hà Lan              | Hà Lan              | Eredivisie    | Eredivisie   | Tổng cộng     | Tổng cộng    |
| ------------------- | ------------------- | ------------------- | ------------- | ------------ | ------------- | ------------ |
| 2014–15             | Jong PSV            | Jupiler League      | 1             | 0            | 1             | 0            |
| Tổng cộng           | Hà Lan              | Hà Lan              | 1             | 0            | 1             | 0            |
| Tổng cộng sự nghiệp | Tổng cộng sự nghiệp | Tổng cộng sự nghiệp | 1             | 0            | 1             | 0            |

### Đội tuyển quốc gia
| Hà Lan    | Hà Lan        | Hà Lan       | Hà Lan |
| Năm       | Số lần ra sân | Số bàn thắng |        |
| --------- | ------------- | ------------ | ------ |
| 2012      | 8             | 0            |        |
| 2013      | 3             | 0            |        |
| 2014      | 2             | 0            |        |
| 2015      | 3             | 0            |        |
| 2016      | 6             | 0            |        |
| Tổng cộng | 22            | 0            |        |

Tính đến ngày 10 tháng 10 năm 2016.

## Danh hiệu

### Câu lạc bộ
PSV
- Eredivisie (2): 2014-15, 2015-16
- Cúp quốc gia Hà Lan (1): 2011–12
- Cúp Johan Cruijff (3): 2012, 2015, 2016

### Hà Lan
U-17 Hà Lan
- Giải vô địch bóng đá U-17 châu Âu: 2011

### Cá nhân
- Cầu thủ trẻ nhất ra sân tại UEFA Euro.